# Campeonato Panamericano de Judo de 2004
El XXIX Campeonato Panamericano de Judo se celebró en la Isla de Margarita (Venezuela) entre el 19 y el 24 de abril de 2004 bajo la organización de la Unión Panamericana de Judo.
En total se disputaron dieciocho pruebas diferentes, nueve masculinas y nueve femeninas.

## Resultados

### Masculino
| Evento            | Oro                                 | Plata                      | Bronce                                                              |
| ----------------- | ----------------------------------- | -------------------------- | ------------------------------------------------------------------- |
| –55 kg            | Robert Gómez · República Dominicana | Mariano Russo Argentina    | Johnny Guaca · Colombia · Daniel Martínez · Venezuela               |
| –60 kg            | Reiver Alvarenga · Venezuela        | Gonzalo Ibáñez · Canadá    | Modesto Lara · República Dominicana · Ángelo Gómez · Cuba           |
| –66 kg            | Leandro Cunha · Brasil              | Yordanis Arencibia · Cuba  | Justin Flores Estados Unidos Melvin Méndez Acevedo Puerto Rico      |
| –73 kg            | Jimmy Pedro Estados Unidos          | Richard León · Venezuela   | Daniel Rodrigo Lucenti · Argentina · Rubert Martínez Texidor · Cuba |
| –81 kg            | Flávio Canto · Brasil               | Gabriel Arteaga · Cuba     | Ariel Sganga · Argentina · Álvaro Paseyro · Uruguay                 |
| –90 kg            | Carlos Honorato · Brasil            | Brian Olson Estados Unidos | Eduardo Costa · Argentina · Yosvane Despaigne · Cuba                |
| –100 kg           | Oreidis Despaigne · Cuba            | Mário Sabino · Brasil      | Rhadi Ferguson Estados Unidos Andrés Loforte Argentina              |
| +100 kg           | Leonel Ruíz · Venezuela             | Daniel Hernandes · Brasil  | Joel Brutus · Haití · Rigoberto Trujillo · Cuba                     |
| Categoría abierta | Carlos Honorato · Brasil            | Juan Díaz · Venezuela      | Rigoberto Trujillo · Cuba · Franklin Pérez · República Dominicana   |

### Femenino
| Evento            | Oro                             | Plata                         | Bronce                                                                |
| ----------------- | ------------------------------- | ----------------------------- | --------------------------------------------------------------------- |
| –44 kg            | Johanna Brizuela · Venezuela    | Andrea Collazos · Colombia    | —                                                                     |
| –48 kg            | Yamila Zambrano · Cuba          | Daniela Polzin · Brasil       | Carolyne Lepage · Canadá · Lisseth Orozco · Colombia                  |
| –52 kg            | Amarilis Savón · Cuba           | Charlee Minkin Estados Unidos | María García · República Dominicana · Flor Velázquez · Venezuela      |
| –57 kg            | Danielle Zangrando · Brasil     | Yurisleidy Lupetey · Cuba     | Yadinis Amaris · Colombia · Jessica García · Puerto Rico              |
| –63 kg            | Ronda Rousey Estados Unidos     | Érica Moraes · Brasil         | Marie-Hélène Chisholm · Canadá · Audrey Puello · República Dominicana |
| –70 kg            | Anaisis Hernández Sarriá · Cuba | Elizabeth Copes Argentina     | Christina Yannetsos · Estados Unidos · Diana Chalá · Ecuador          |
| –78 kg            | Edinanci Silva · Brasil         | Lorena Briceño Argentina      | Yalennis Castillo · Cuba · Keivi Pinto · Venezuela                    |
| +78 kg            | Giovanna Blanco · Venezuela     | Carmen Chalá · Ecuador        | Priscila Marques · Brasil · Vanessa Zambotti · México                 |
| Categoría abierta | Giovanna Blanco · Venezuela     | Carmen Chalá · Ecuador        | Yalennis Castillo Ramírez · Cuba · Verónica Mendoza · El Salvador     |

## Medallero
| Núm. | País                 | Oro | Plata | Bronce | Total |
| ---- | -------------------- | --- | ----- | ------ | ----- |
| 1    | Brasil               | 6   | 4     | 1      | 11    |
| 2    | Venezuela            | 5   | 2     | 3      | 10    |
| 3    | Cuba                 | 4   | 3     | 7      | 14    |
| 4    | Estados Unidos       | 2   | 2     | 3      | 7     |
| 5    | República Dominicana | 1   | 0     | 4      | 5     |
| 6    | Argentina            | 0   | 3     | 4      | 7     |
| 7    | Ecuador              | 0   | 2     | 1      | 3     |
| 8    | Colombia             | 0   | 1     | 3      | 4     |
| 9    | Canadá               | 0   | 1     | 2      | 3     |
| 10   | Puerto Rico          | 0   | 0     | 2      | 2     |
| 11   | El Salvador          | 0   | 0     | 1      | 1     |
| 11   | Haití                | 0   | 0     | 1      | 1     |
| 11   | México               | 0   | 0     | 1      | 1     |
| 11   | Uruguay              | 0   | 0     | 1      | 1     |
|      | TOTAL                | 18  | 18    | 34     | 70    |